# Нова Весь (Рибницький повіт)
Нова Весь (пол. Nowa Wieś, нім. Neudorf) — село в Польщі, у гміні Лиски Рибницького повіту Сілезького воєводства.
Населення — 440 осіб (2011).
У 1975-1998 роках село належало до Катовицького воєводства.

## Демографія
Демографічна структура станом на 31 березня 2011 року:
|          | Загалом | Допрацездатний вік | Працездатний вік | Постпрацездатний вік |
| -------- | ------- | ------------------ | ---------------- | -------------------- |
| Чоловіки | 218     | 46                 | 151              | 21                   |
| Жінки    | 222     | 41                 | 135              | 46                   |
| Разом    | 440     | 87                 | 286              | 67                   |